# Point Edward (Ontario)
Point Edward est un village canadien de la province de l'Ontario. Adjacent à Sarnia, dans le comté de Lambton, Point Edward est situé à l'opposé de Port Huron auquel il est connecté par le Blue Water Bridge, à la jonction de la rivière Sainte-Claire et du Lac Huron.
D'après le recensement du Canada de 2011, la population est de 2 034 habitants.

## Statistiques
| Recensement du Canada de 2006     | Recensement du Canada de 2006     | Population | % de la population totale |
| --------------------------------- | --------------------------------- | ---------- | ------------------------- |
| Minorités visibles Source :       | Asie du Sud                       | 0          | 0 %                       |
| Minorités visibles Source :       | Sino-Canadiens                    | 10         | 0,5 %                     |
| Minorités visibles Source :       | Afro-américains                   | 0          | 0 %                       |
| Minorités visibles Source :       | Filipino (en)                     | 0          | 0 %                       |
| Minorités visibles Source :       | Latino (en)                       | 0          | 0 %                       |
| Minorités visibles Source :       | Arabe                             | 0          | 0 %                       |
| Minorités visibles Source :       | Asie du Sud-Est                   | 0          | 0 %                       |
| Minorités visibles Source :       | Asie de l'Ouest                   | 0          | 0 %                       |
| Minorités visibles Source :       | Coréen (en)                       | 0          | 0 %                       |
| Minorités visibles Source :       | Japonais (en)                     | 0          | 0 %                       |
| Minorités visibles Source :       | Autres minorités visibles         | 0          | 0 %                       |
| Minorités visibles Source :       | Multiethnique                     | 0          | 0 %                       |
| Total des minorités visibles      | Total des minorités visibles      | 15         | 0,7 %                     |
| Autochtones Source :              | Premières Nations                 | 20         | 1 %                       |
| Autochtones Source :              | Métis                             | 0          | 0 %                       |
| Autochtones Source :              | Inuits                            | 0          | 0 %                       |
| Total de la population autochtone | Total de la population autochtone | 20         | 1 %                       |
| Canadien européen                 | Canadien européen                 | 1 985      | 98,3 %                    |
| Population totale                 | Population totale                 | 2 020      | 100%                      |

## Démographie
| 2001  | 2006  | 2011  | 2016  |
| ----- | ----- | ----- | ----- |
| 2 101 | 2 019 | 2 034 | 2 037 |